# Ивановка (Гусь-Хрустальный район)
Ивановка — деревня в Гусь-Хрустальном районе Владимирской области России, входит в состав Муниципального образования «Посёлок Анопино».

## География
Деревня расположена в 3 км на северо-запад от центра поселения посёлка Анопино и в 14 км на север от Гусь-Хрустального близ железнодорожной станции Комиссаровка на линии Владимир — Тумская.   

## История
Деревня Ивановка образовалась в 1845-46 годах.
В конце XIX — начале XX века деревня входила в состав Моругинской волости Судогодского уезда, с 1926 года — в составе Арсамакинской волости. В 1859 году в деревне числилось 7 дворов, в 1905 году — 12 дворов, в 1926 году — 20 дворов. 
С 1929 года деревня входила в состав Александровского сельсовета Гусь-Хрустального района, с 1940 года — в составе Анопинского сельсовета, с 1954 года — в составе Арсамакинского сельсовета, с 1971 года — в составе Вашутинского сельсовета, с 2005 года — в составе Муниципального образования «Посёлок Анопино».

## Население
| 1859 | 1905 | 1926 |
| ---- | ---- | ---- |
| 50   | 49   | 127  |

| 1859 | 1905 | 1926 | 2002 | 2010 | 2021 |
| ---- | ---- | ---- | ---- | ---- | ---- |
| 50   | ↘49  | ↗127 | ↘11  | ↘6   | ↗7   |